# Eolacertilia
Eolacertilia é um clado extinto de répteis lepidosauromorfos diapsidas que existiu entre finais do Permiano até finais do Triássico. Não se sabe ao certo se são um grupo natural e não foi ainda possível definir claramente a sua relação taxonómica. Actualmente, os únicos membros do grupo são Paliguana e Kuehneosauridae. Outros géneros foram transferidos para grupos basais dentro dos Diapsida (tais como Palaeagama e Saurosternon), Archosauromorpha (Tanystropheus e Cteniogenys) e, até mesmo Sauropodomorpha (Fulengia).